# Chiuro

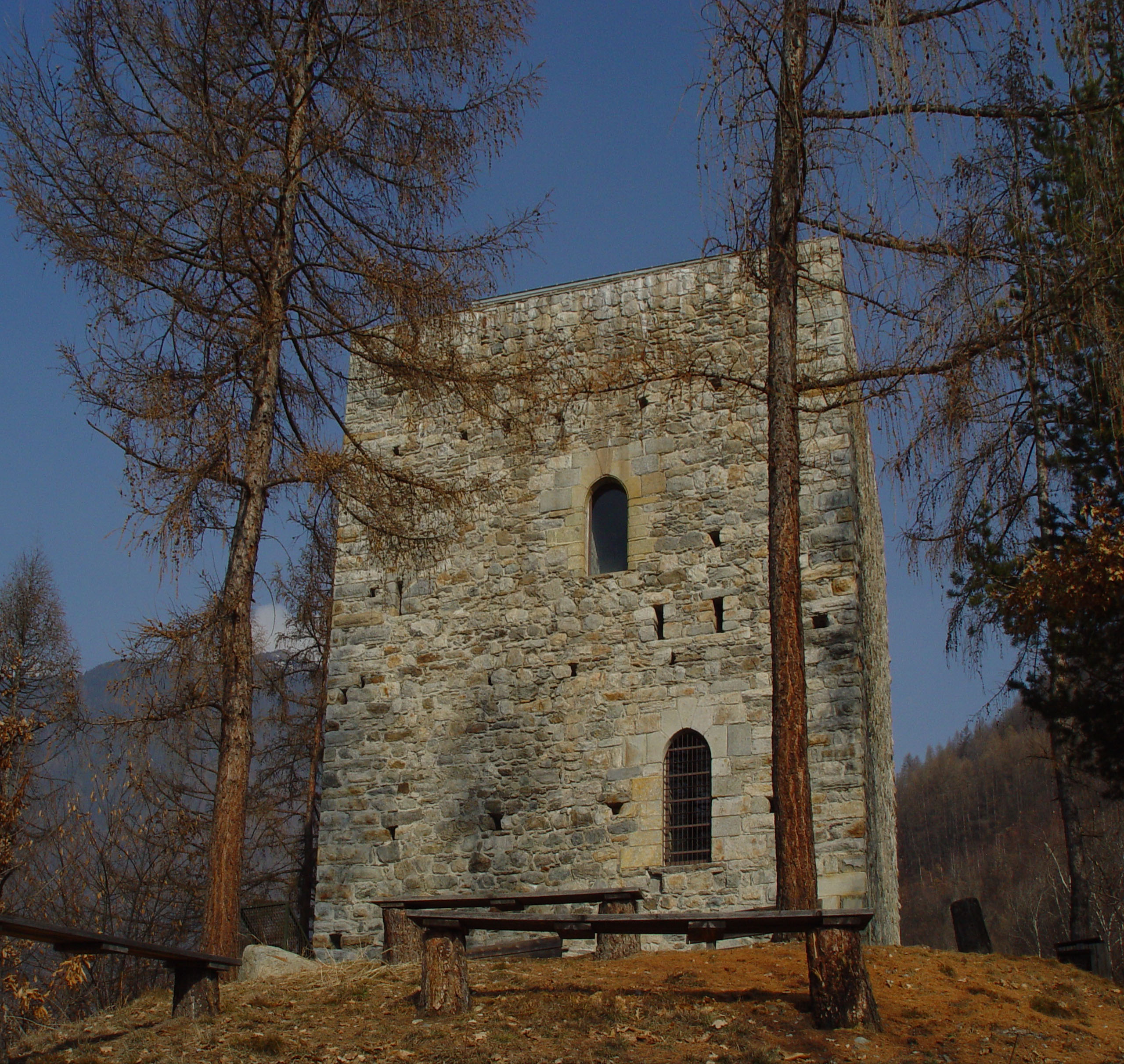
Toren van Castionetto

Chiuro is een gemeente in de Italiaanse provincie Sondrio (regio Lombardije) en telt 2499 inwoners (31-12-2004). De oppervlakte bedraagt 51,8 km², de bevolkingsdichtheid is 49 inwoners per km².
De volgende frazioni maken deel uit van de gemeente: Castionetto, Casacce.

## Demografie
Chiuro telt ongeveer 1004 huishoudens. Het aantal inwoners steeg in de periode 1991-2001 met 2,8% volgens cijfers uit de tienjaarlijkse volkstellingen van ISTAT.
| Jaar | Inwoneraantal |
| ---- | ------------- |
| 1991 | 2427          |
| 2001 | 2495          |

## Geografie
De gemeente ligt op ongeveer 390 m boven zeeniveau.
Chiuro grenst aan de volgende gemeenten: Castello dell'Acqua, Lanzada, Montagna in Valtellina, Ponte in Valtellina, Teglio.